# Neo Geo (album)
Neo Geo è un album in studio di Ryūichi Sakamoto, pubblicato nel 1987.

## Il disco
Fondendo ecletticamente musica elettronica, avanguardia ed "echi" di folk asiatico (soprattutto gamelan balinesi e musica giapponese), i brani di Neo Geo sono generalmente ritmici e presentano melodie bizzarre. Fra essi vi sono la title track: un funky elettronico cantato da un coro femminile, la "tribale" Shogunade, e la grottesca Free Trading. La musica dell'album venne realizzata a fianco di numerosi ospiti celebri quali Bill Laswell, che collabora con Sakamoto in numerose tracce e Iggy Pop, che canta nella ballata Risky.
Il titolo dell'album venne scelto dal musicista perché gli piaceva il suono del nome ed ha negato che fosse ispirato a quello dell'omonima corrente artistica.

## Tracce
Tutti i brani sono stati composti e arrangiati da Sakamoto, eccetto dove indicato.
1. Before Long – 1:19
2. Neo Geo – 5:08 (arrangiata con Bill Laswell)
3. Risky – 5:27 (composta con Bill Laswell e Iggy Pop)
4. Free Trading – 5:25 (composta da Yu Hagiwara e Yuji Nomi)
5. Shogunade – 4:32 (composta con Bill Laswell)
6. Parata – 4:21
7. Okinawa Song - Chin Nuku Juushii – 5:19 (composta da Hiroshi Asa e Shinichi Mita)
8. After All – 3:07

## Formazione
- Ryuichi Sakamoto - tastiera, pianoforte, computer
- Yukio Tsuji - shakuhachi, gayageum
- Iggy Pop - voce
- Kazumi Tamaki - voce
- Misako Koja - voce
- Yoriko Ganeko - voce
- Bill Laswell- basso
- David Van Tieghem - percussioni
- Bootsy Collins - basso
- Emmett Chapman - Chapman Stick
- Tony Williams - batteria
- Sly Dunbar - batteria
- Eddie Martinez - chitarra
- Haruo Kubota - chitarra
- Lucia Hwong - pipa